# Visualización negativa
La visualización negativa (en latín: futurorum malorum præmeditatio, lit. 'preestudiar el mal futuro') es un método de praxis meditativa o askēsis mediante la visualización del peor de los casos con la finalidad de aceptar anticipada y serenamente dicha posibilidad. El método se originó con los filósofos de la escuela cireneica y, más tarde, fue adoptado por filósofos estoicos.
La técnica se hizo popular con las publicaciones de las cartas morales de Séneca, se cree que es una de las formas comunes de ejercicios espirituales estoicos. En el siglo XXI, inspirado en las traducciones al inglés de las cartas morales de Séneca, varios estoicos anglófonos acuñaron la expresión «visualización negativa» y le dio la expresión latín macarrónico premeditatio malorum, a menudo sin proporcionar citas. Antes de eso, la expresión «visualización negativa» tenía connotaciones negativas de ser lo opuesto a la visualización creativa retórica o de autoayuda. Según los relatos de algunos estoicos modernos, la visualización negativa ha sido adoptada por la terapia cognitivo-conductual (TCC) y enfoques psicosociales similares a la psicoterapia han adoptado la visualización negativa, una afirmación respaldada por algunos psicólogos con licencia, aunque en su mayoría ha sido adoptada por psicólogos populares en la anglosfera.
A diferencia del enfoque general de visualización creativa de inducir una respuesta psicológica y fisiológica positiva imaginaria, la visualización negativa se enfoca en entrenar al practicante estoico en los resultados negativos de escenarios de vida realistas para desensibilizar o crear aptitud psicológica en preparación para pérdidas de la vida real y también para inducir sentimientos de gratitud hacia las cosas reales o el estado actual que tiene el practicante.
La severidad de la visualización negativa varía desde tan leve como pensar en la pérdida de un inconveniente menor, p. tener que abandonar un placer menor, a una inmersión tan severa como total en un escenario imaginado en el que el o los peores miedos del practicante realmente ha ocurrido, p. ej. la pérdida de recursos, estatus o vida.

Los estoicos modernos aconsejan practicar la visualización negativa todos los días a una hora determinada, por ejemplo, temprano en la mañana o tarde en la noche. Por ejemplo, en las Meditaciones de Marco Aurelio Libro II.I, el autor se recomienda a sí mismo que realice la siguiente Visualización Negativa temprano en la mañana: 
"A veces por la mañana díganse a sí mismos: Este día tendré que ver con un hombre curioso ocioso, con un hombre ingrato, un burlador, un hombre astuto, falso o envidioso; un hombre poco sociable y poco caritativo. Todas estas malas cualidades les han sucedido, por ignorancia de lo que es verdaderamente bueno y verdaderamente malo. Pero yo, que entiendo la naturaleza de lo que es bueno, que sólo es para desear, y de lo que es malo, que sólo es verdaderamente odioso y vergonzoso: ¿quién sabe además que este transgresor, quienquiera que sea, es pariente mío, no por la misma sangre y simiente, sino por participación de la misma razón, y de la misma partícula divina; cómo puedo ser herido por cualquiera de ellos, ya que no está en su poder hacerme incurrir en algo que sea verdaderamente reprochable? o enojado, y mal afectado hacia él, que por naturaleza está tan cerca de mí? porque todos nacemos para ser colaboradores, como el los pies, las manos y los párpados; como las filas de los dientes superiores e inferiores, para que, por tanto, estén en oposición sition, va en contra de la naturaleza; y ¿qué es irritarse y tener aversión, sino estar en oposición?"

## Relevancia de la mortalidad
Las cartas morales de Séneca aconsejan a Lucilio el Menor que medite sobre la muerte. Más tarde, sus estudiantes informaron de Epicteto en sus Discursos para aconsejar recordarse a sí mismo la naturaleza impermanente de las cosas y la mortalidad de los seres vivos. Memento mori (latín 'recuerda la muerte'), o contemplación de la muerte, es considerado por los estoicos como una forma de visualización negativa, ya que entrena al practicante de la inevitabilidad de la muerte, ya sea la del practicante, de los seres queridos, o de todos.
Inventaron el calendario mememt9 Mori en el que se llegan a visualizar 80 años de vida. Existen modelos actuales de ese calendario para que se adquiera. También se puede crear de manera autónoma.

## Citas
1. 1 2 3  Seneca, Lucius Annaeus (1607). Ad Lucilium epistolarum liber M. Antonii notis, Ferdinandi Pinciani castigationibus, Erasmi Roterodami annotationibus, Joannis Obsopoei collectaneis, Jani Gruteri et Fr. Jureti animadversionibus illustratus (en latín). Foillet.
2. ↑  Delbrun, Pierre (1675). Le grand dictionaire royal du P. Pierre Delbrun de la Compagnie de Iesus. Pour composer avec pureté, elegance et facilité de françois en latin: ... Enrichi d'vn seconde dictionaire, pour composer aisement & exactement de latin en grec. Avec vn traité des accents, des esprits & de la syntaxe grecque: \1! (en francés).
3. ↑  Cicerón, Disputas de Tusculan Book III, Chapters XIII and XV
4. ↑  Foucault, Michel (1999). Religion and Culture (en inglés). Manchester University Press. ISBN 978-0-7190-5467-9.
5. ↑  Foucault, Michel; Lotringer, Sylvère (1997). The Politics of Truth (en inglés). Semiotext(e).
6. ↑  Auslegung (en inglés). University of Kansas. 2001.
7. 1 2  Pigliucci, Massimo (9 de mayo de 2017). How to Be a Stoic: Using Ancient Philosophy to Live a Modern Life (en inglés). Basic Books. ISBN 978-0-465-09796-8.
8. 1 2  Law, Stephen (8 de agosto de 2019). What Am I Doing with My Life?: And other late night internet searches answered by the great philosophers (en inglés). Random House. ISBN 978-1-4735-6793-1.
9. 1 2  Tenumah, Amas (25 de julio de 2019). Joyful Stoic (en inglés). Bien Publishing. ISBN 978-0-578-22154-0.
10. 1 2  Williams, James W. (18 de junio de 2020). Stoicism: The Timeless Wisdom to Living a Good life - Develop Grit, Build Confidence, and Find Inner Peace (en inglés). SD Publishing LLC.
11. 1 2  Pigliucci, Massimo; Lopez, Gregory (14 de mayo de 2019). A Handbook for New Stoics: How to Thrive in a World Out of Your Control—52 Week-by-Week Lessons (en inglés). The Experiment. ISBN 978-1-61519-534-3.
12. ↑  Holiday, Ryan (1 de mayo de 2014). The Obstacle Is the Way: The Timeless Art of Turning Trials into Triumph (en inglés). Penguin. ISBN 978-1-101-62059-5.
13. ↑  Randolph, Keith (1984). Creative Visualization (en inglés). Llewellyn Worldwide. ISBN 978-0-87542-353-1.
14. ↑  Masterson, John T.; Beebe, Steven A.; Watson, Norman H. (1989). Invitation to Effective Speech Communication (en inglés). Scott, Foresman. ISBN 978-0-673-18565-5.
15. ↑  Mason, L. John (1 de enero de 1986). Guide to Stress Reduction (en inglés). Ten Speed Press. ISBN 978-0-89087-452-3.
16. ↑  Sellnow, Deanna D. (2002). Public Speaking: A Process Approach (en inglés). Harcourt College Publishers. ISBN 978-0-15-507557-3.
17. ↑  McCroskey, James C. (2001). An Introduction to Rhetorical Communication (en inglés). Allyn and Bacon. ISBN 978-0-205-31722-6.
18. ↑  Germanson, Susan R. (2001). Ouch! Life Can Hurt, But Healing Is Your Choice (en inglés). Vantage Press. ISBN 978-0-533-13481-6.
19. ↑  Makay, John J. (2000). Public Speaking: Theory Into Practice (en inglés). Kendall Hunt Publishing Company. ISBN 978-0-7575-1746-4.
20. ↑  O'Connell, Samantha S. (2010). Challenging the Taboo of Negative Thinking: Positive Effects of Negative Visualization for Defensively Pessimistic Athletes (en inglés). Suffolk University.
21. ↑  PhD, Roland A. Carlstedt (13 de noviembre de 2012). Evidence-Based Applied Sport Psychology: A Practitioner's Manual (en inglés). Springer Publishing Company. ISBN 978-0-8261-0553-0.
22. ↑  Dern, Nate (8 de agosto de 2017). Not Quite a Genius (en inglés). Simon and Schuster. ISBN 978-1-5011-2222-4.
23. ↑  Green, Alexander (31 de marzo de 2011). Beyond Wealth: The Road Map to a Rich Life (en inglés). John Wiley & Sons. ISBN 978-1-118-07834-1.
24. 1 2  Irvine, William B. (4 de noviembre de 2008). A Guide to the Good Life: The Ancient Art of Stoic Joy (en inglés). Oxford University Press. ISBN 978-0-19-970556-6.
25. ↑  Aurelio, Marco. Meditations (en inglés).
26. ↑  Seneca. Moral letters to Lucilius (Epistulae morales ad Lucilium) (en inglés).
27. ↑  Epictetus. Epictetus, the Discourses as reported by Arrian, the Manual, and Fragments.
28. ↑  Robertson, Donald (8 de mayo de 2018). The Philosophy of Cognitive-Behavioural Therapy (CBT): Stoic Philosophy as Rational and Cognitive Psychotherapy (en inglés). Routledge. ISBN 978-0-429-90751-7.
29. ↑  Press, Stoic Lifestyle (3 de diciembre de 2019). Memento Mori: A Stoic Journal and Stoicism Notebook (en inglés). Independently Published. ISBN 978-1-6711-9850-0.

- Datos: Q97168570